# Đorđe Perišić
Đorđe Perišić (Kotor Varoš, 6 mei 1941) is een voormalig Joegoslavisch waterpolospeler en zwemmer.
Đorđe Perišić nam als zwemmer eenmaal deel aan de Olympische Spelen van 1960.Hij was een vrije slag zwemmer en deed mee aan de onderdelen 200 meter en 4x100 meter.
Đorđe Perišić nam als waterpoloër tweemaal deel aan de Olympische Spelen van 1968 en 1972. Hij eindigde met het Joegoslavisch team op de eerste en vijfde plaats.
In de competitie kwam Perišić uit voor Partizan, Belgrado.
Ozren Bonačić · 
Dejan Dabović · 
Zdravko Hebel · 
Zoran Janković · 
Ronald Lopatni · 
Uroš Marović · 
Đorđe Perišić · 
Miroslav Poljak · 
Mirko Sandić · 
Karlo Stipanić · 
Ivo Trumbić
Dušan Antunović · 
Siniša Belamarić · 
Ozren Bonačić · 
Zoran Janković · 
Miloš Marković · 
Uroš Marović · 
Ronald Lopatni · 
Đorđe Perišić · 
Ratko Rudić · 
Mirko Sandić · 
Karlo Stipanić
- Gemeinsame Normdatei: 1051305624
- International Standard Name Identifier: 0000 0004 2846 1466
- Library of Congress Control Number: nb2014004773
- Virtual International Authority File: 307171905
- WorldCat: E39PBJkxKk6gxJjb39MjgTGbVC